# Renocila curtipinnata
Renocila curtipinnata là một loài chân đều trong họ Cymothoidae. Loài này được Bruce miêu tả khoa học năm 1991.